# MANZANA
「MANZANA」（マンザーナ）は、SWAYの1枚目のシングル。

## 収録曲

### CD
1. MANZANA
  - 作詞：RIKE, Boliver / 作曲：Darren “Baby Dee Beats” Smith, RIKE
2. Lullaby
  - 作詞：SALU / 作曲：SUNNY BOY
3. La Vida Loca 
  - 作詞：Staxx T / 作曲：DJ SACHIHO, Tomoki"Iffy"Ihara, Tyler Shamy
4. Acting Myself 
  - 作詞：SWAY, SHOKICHI / 作曲：SUNNY BOY

### DVD
1. MANZANA（MUSIC VIDEO）
2. MANZANA（MUSIC VIDEO MAKING）

| スタブアイコン | サブスタブ | この項目は、まだ閲覧者の調べものの参照としては役立たない、シングルに関連した書きかけの項目です。この項目を加筆・訂正などしてくださる協力者を求めています（P:音楽/PJ:楽曲）。 |